# Miguel Ángel Arce Vivas
Miguel Ángel Arce Vivas (ur. 1 marca 1904 w Popayánie, zm. 27 maja 1987) – kolumbijski duchowny rzymskokatolicki, biskup ipialeski i arcybiskup popayáński.

## Biografia
11 czerwca 1927 otrzymał święcenia prezbiteriatu i został kapłanem archidiecezji popayáńskiej.
31 października 1964 papież Paweł VI mianował go biskupem ipialeskim. 27 grudnia 1964 w katedrze w Popayánie przyjął sakrę biskupią z rąk nuncjusza apostolskiego w Kolumbii abpa Giuseppe Paupiniego. Współkonsekratorami byli biskup armeński José de Jesús Martinez Vargas oraz biskup Pasto Jorge Alberto Giraldo Restrepo CIM.
7 kwietnia 1965 ten sam papież przeniósł go na urząd arcybiskupa popayáńskiego. Arcybiskupem popayáńskim był do 11 października 1976, gdy przeszedł na emeryturę.